# The Land Before Time III: The Time of the Great Giving
The Land Before Time III: The Time of the Great Giving (bra: Em Busca do Vale Encantado III: A Época da Grande Partilha)  é um filme musical animado de aventura de 1995 dirigido por Roy Allen Smith. É a segunda sequência de Em Busca do Vale Encantado e o terceiro filme da franquia.

## Enredo
Um meteorito cai perto do Grande Vale, o que causa uma seca que ameaça a vida dos dinossauros. A crescente falta de água causa conflitos entre os habitantes do Grande Vale, que antes viviam em relativa paz e harmonia. Quando a situação entre as espécies se deteriora, Littlefoot e os outros saem em busca de água para manter a paz no vale. Eles são perseguidos por um trio de dinossauros adolescentes arrogantes que consistem em Hyp (um Hipsilofodonte), Mutt (um Mutaburrassauro), e Nod (um Nodossauro). Quando Littlefoot e os outros encontram um pequeno lago, o trio surge e reivindica o poço para si, exigindo que Littlefoot e os outros mantenham silêncio sobre sua descoberta. Não querendo obedecer, Littlefoot e os outros fogem dos valentões. Durante a perseguição, os valentões são afugentados por uma vespa, e as crianças descobrem o motivo do bloqueio da fonte de água.
Antes que eles possam voltar e contar a verdade aos outros habitantes, um raio atinge uma árvore e acende um fogo que se espalha rapidamente por todo o vale. O fogo então devasta o vale, destruindo a maior parte da "comida verde" (vegetação). Os dinossauros mal conseguem chegar à segurança na orla do Misterioso Além. Quando as crianças contam aos adultos sua descoberta, desentendimentos sobre o que fazer surgem entre os adultos. Enquanto isso Hyp, Nod e Mutt partem para Misterioso Além por conta própria para chegar à água primeiro. Percebendo o perigo em que Hyp e seus companheiros entraram, Littlefoot e os outros seguem para tentar ajudá-los. Fora do vale Hyp pula em um poço de piche depois de confundi-lo com água. Ele pede por ajuda, porém Mutt e Nod discutem entre si sem poder salvar ele. Littlefoot aparece e cria um plano para tirar Hyp do poço de piche com a ajuda de seus amigos e Mutt e Nod. Logo depois, os adultos chegam e Hyp é duramente repreendido por seu pai agressivo e mal-humorado, levando o pai de Cera a perceber que ele é muito duro com Cera às vezes e que eles precisam trabalhar juntos para encontrar a água.
Antes que eles possam dar mais passos, o bando é atacado por um bando de quatro Velociraptores. A perseguição leva a uma barragem de pedregulhos criada pelo deslizamento de rochas que causou a seca. Enquanto os "dentes afiados" e os adultos lutam, as crianças, incluindo Hyp e seus comparsas, trabalham juntos para romper a represa. Ao conseguirem liberar a água os "dentes afiados" são levados para longe (conseguindo sobreviver) ao mesmo tempo que a água também apaga os incêndios que ainda queimam no vale. O bando retorna ao Grande Vale, porém percebem que o fogo destruiu a maior parte da "comida verde". No entanto, os dinossauros encontram no Grande Vale outros locais onde ainda crescem comidas verdes. Eles se movem proporcionalmente de uma área verde para outra e compartilham tudo o que encontram. Esse padrão resulta no evento sendo chamado de Tempo da Grande Doação.

## Recepção e crítica
Em uma breve resenha da Entertainment Weekly, Michael Sauter criticou alguns modernismos no diálogo, mas disse que, "Littlefoot e seus amigos ainda mantêm seu charme juvenil." Em agosto de 2014, o New York Post classificou cada um dos 13 filmes Em Busca do Vale Encantado lançados até aquele momento e colocou A Época Da Grande Partilha em segundo lugar, observando os velociraptors "genuinamente aterrorizantes". O filme tem 60% de classificação "Fresh" no Rotten Tomatoes, com uma pontuação crítica média de 5,4 em 10.
Em seu livro de 2002, Bem-vindo ao deserto do Real!, o filósofo marxista esloveno Slavoj Zizek citou uma canção desse filme, "When You're Big", como um exemplo de "ideologia multiculturalista liberal hegemônica". Citando a letra da música, Zizek escreveu: "A mesma mensagem é repetida continuamente: somos todos diferentes - alguns de nós são grandes, alguns são pequenos; alguns sabem como lutar, outros sabem como fugir - mas devemos aprender a conviver com essas diferenças, para percebê-las como algo que enriquece nossa vida”. Zizek observa a incoerência dessa visão no fato de que os dinossauros se alimentam uns dos outros e têm outras diferenças irreconciliáveis: "O problema, claro, é: até onde vamos? Leva todos os tipos - isso significa bom e brutal , pobres e ricos, vítimas e torturadores? A referência ao reino dos dinossauros é especialmente ambígua aqui, com seu caráter brutal de espécies animais devorando umas às outras - é também uma das coisas que "precisam ser feitas para tornar nossa vida divertida" "A própria inconsistência interna dessa visão da 'terra antes do tempo' pré-capsariana testemunha como a mensagem da colaboração nas diferenças é a ideologia em sua forma mais pura."
O filme ganhou "Melhor Produção Animada para Vídeo" no 24º Annie Awards em 1996, e foi nomeado para "Melhor Lançamento em Vídeo do Gênero" no 22º Saturn Awards naquele mesmo ano, perdendo para Os Extraterrestres na Batalha Final.[carece de fontes?]